# Internet Explorer for Mac
Internet Explorer for Mac – wersja przeglądarki Internet Explorer dla komputerów Macintosh oparta na silniku Tasman. Przeglądarka była dodawana do systemu na mocy umowy między Microsoft a Apple od 1997 roku do 2003, kiedy Apple opracowało własną przeglądarkę o nazwie Safari.
Wsparcie techniczne dla tej przeglądarki zakończyło się 31 grudnia 2005

## Przegląd wersji
| Przegląd wersji przeglądarki Internet Explorer for Mac | Przegląd wersji przeglądarki Internet Explorer for Mac | Przegląd wersji przeglądarki Internet Explorer for Mac |
| Mac OS 7, 8, 9 na 68k i PPC                            | Mac OS 7, 8, 9 na 68k i PPC                            | Mac OS 7, 8, 9 na 68k i PPC                            |
| Wersja                                                 | Data                                                   | Uwagi                                                  |
| ------------------------------------------------------ | ------------------------------------------------------ | ------------------------------------------------------ |
| Wersja 2.0 Beta                                        | 23 kwietnia 1996                                       |                                                        |
| Wersja 2.1                                             | sierpień 1996                                          |                                                        |
| Wersja 3.0                                             | 8 stycznia 1997                                        | wersja tylko dla procesorów PowerPC                    |
| Wersja 3.01                                            | 14 maja 1997                                           | wydany z Mac OS 8                                      |
| Wersja 4.0                                             | 6 stycznia 1998                                        | wydany z Mac OS 8                                      |
| Wersja 4.5                                             | 5 stycznia 1999                                        |                                                        |
| Wersja 5.0                                             | 27 marca 2000                                          |                                                        |
| Wersja 5.1                                             | 18 grudnia 2001                                        |                                                        |
| Wersja 5.1.4                                           | 16 kwietnia 2002                                       |                                                        |
| Wersja 5.1.5                                           | 5 lipca 2002                                           |                                                        |
| Wersja 5.1.6                                           | 25 września 2002                                       |                                                        |
| Wersja 5.1.7                                           | lipiec 2003                                            |                                                        |
| OS X na PPC                                            |                                                        |                                                        |
| Wersja                                                 | Data                                                   | Uwagi                                                  |
| Wersja 5                                               | 15 maja 2000                                           | wydany z Mac OS X DP4                                  |
| Wersja 5.1.1                                           | 23 maja 2001                                           |                                                        |
| Wersja 5.1.2                                           | 25 września 2001                                       | wydany z Mac OS X 10.1                                 |
| Wersja 5.1.3                                           | 23 października 2001                                   | wydany z Microsoft Security Bulletin MS01-053          |
| Wersja 5.2                                             | 17 czerwca 2002                                        |                                                        |
| Wersja 5.2.1                                           | 5 lipca 2002                                           |                                                        |
| Wersja 5.2.2                                           | 25 września 2002                                       |                                                        |
| Wersja 5.2.3                                           | 16 czerwca 2003                                        | Ostatnia wersja                                        |